# Bad Neuenahr-Ahrweiler
Bad Neuenahr-Ahrweiler je lázeňské město v Německu, ve spolkové zemi Porýní-Falc. Zároveň je hlavním městem zemského okresu Ahrweiler.

## Historie a památky

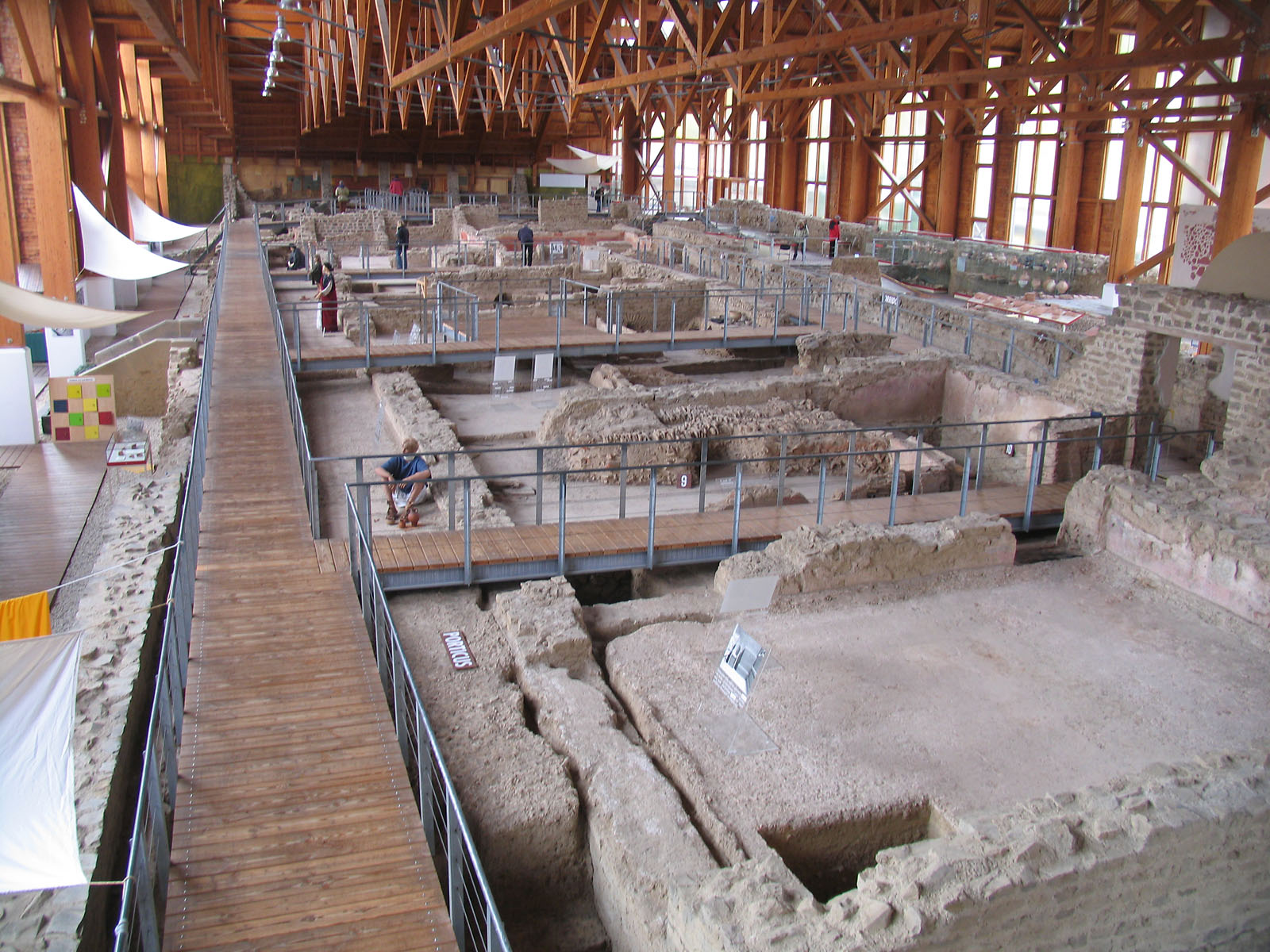
Římská villa v Ahrweileru

Území města a jeho okolí bylo osídleno Kelty již v letech 1000–500 před naším letopočtem. Z období 1. až 3. století, se zde nachází mnoho artefaktů z doby římské, včetně římské villy na Silberbergu. Vlastní město Ahrweiler je v listině poprvé zmiňováno roku 893 a nejstarší záznam o Ahrweilerském kostelu je z roku 1204. Roku 1815, se Ahrweiler stává hlavním městem tehdejšího stejnojmenného okresu. Roku 1875 vzniká sloučením několika místních částí Neuenahr. Za druhé světové války, utrpělo město, tak jako většina německých měst, poměrně velké škody způsobené především spojeneckým bombardováním. Po válce, v roce 1946, se stal Ahrweiler hlavním městem okresu v nově založené spolkové zemi Porýní-Falc. O pět let později byla udělena městská práva Bad Neuenahru. Roku 1969 se lázeňské město Bad Neuenahr a historicky významnější Ahrweiler sloučily do jediného města, Bad Neuenahr-Ahrweiler. V místní části Marienthal byl vybudován bunkr pro vládu tehdejšího Západního Německa. V současnosti je jeho malá část přístupná veřejnosti jako muzeum studené války.

## Doprava
Bad Neuenahr-Ahrweiler s jeho okolím spojuje především spolková dálnice (Bundesautobahn) A61, která přímo nad městem kříží údolí řeky Ahr. Převážně pro osobní přepravu má význam zdejší železnice „Rhein-Ahr-Bahn“, která je využívána pro místní dopravu spolu s městskými autobusy.

## Průmysl
Lázeňství hraje spolu s turistikou velkou roli v životě města. Významné je i vinařství, převážně se zde pěstují odrůdy červeného vína. Z podniků na území města je nutno zmínit především stáčírnu minerálních vod Apollinaris.

## Partnerská města
- Brasschaat, Belgie